# 広島県立江田島高等学校
広島県立江田島高等学校（ひろしまけんりつ えたじまこうとうがっこう）は、かつて広島県江田島市江田島町小用にあった県立高等学校。
2010年（平成22年）3月末に廃校した。通称は「えたこう」。

## 概要
校地
旧海軍兵学校で有名な江田島のほぼ中央部にあった。
歴史
1948年（昭和23年）に新制高等学校の定時制分校として創立。1962年（昭和37年）に全日制分校に移行。1972年（昭和47年）に独立。創立から62年（独立から38年）を迎えた2010年（平成22年）に閉校した。
設置課程・学科
全日制課程 普通科（廃止時点）
校訓・校章・校歌

## 沿革
- 1948年（昭和23年） - 「広島県呉竹高等学校江田島分校」（定時制）として開校。
- 1949年（昭和24年）4月30日 - 高校三原則に基づく公立高校再編により「広島県呉三津田高等学校江田島分校」（定時制）と改称。
- 1951年（昭和26年） - 移転。
- 1952年（昭和27年）1月31日 - 江田島中学校校舎の借用を終了。
- 1962年（昭和37年） - 全日制に移行。
- 1968年（昭和43年）10月1日 - 「広島県立呉三津田高等学校江田島分校」と改称（県の後に「立」が付される）。
- 1972年（昭和47年）4月1日 - 「広島県立江田島高等学校」として分離独立。
- 2008年（平成20年）4月1日 - 生徒募集を停止。
- 2010年（平成22年）
  - 3月7日[1] - 閉校式を挙行。
  - 3月31日 - 閉校。広島県立呉三津田高等学校へ統合される。閉校後の証明書発行の事務等は広島県立呉三津田高等学校で行われている。
    - 卒業者数合計 - 5,086名[1]（分校創立から閉校まで）

## 交通
最寄りの幹線道路
- 国道487号
- 広島県道298号鷲部小用線

## 周辺
- 江田島市立江田島中学校
- 江田島公園

## 参考資料
- 広報えたじま2010年（平成22年）4月号 (PDF) p.18 - 江田島市ウェブサイト